# Suicidal Tendencies
Suicidal Tendencies es una banda estadounidense de thrash crossover formada en 1980 en Venice, California, por el vocalista Mike Muir. La banda ha sufrido varios cambios de formación, con Muir como el único miembro original restante. Su formación actual incluye a Muir, los guitarristas Dean Pleasants y Ben Weinman, el bajista Tye Trujillo y el baterista Jay Weinberg. Los músicos notables que han contribuido al estudio de la banda o a sus actividades en vivo incluyen a los guitarristas Rocky George y Mike Clark; los bajistas Louiche Mayorga, Robert Trujillo, Ra Díaz, Josh Paul y Stephen "Thundercat" Bruner; y los bateristas Amery Smith, Jimmy DeGrasso, Brooks Wackerman, David Hidalgo Jr., Thomas Pridgen, Ron Bruner, Eric Moore, Dave Lombardo, Brandon Pertzborn, Greyson Nekrutman y el músico de sesión Josh Freese.
A veces citados como uno de los grupos pioneros del crossover thrash junto con D.R.I., Corrosion of Conformity y Stormtroopers of Death, porque, más tarde, incorporaron elementos del thrash metal a su música hardcore.

## Historia

### Primera época (1981-1987)
Grabaron un demo en 1982 y aparecieron en el LP de compilación de Slamulation en Mystic Records. La canción presentada fue "I Saw Your Mommy", que más tarde apareció en su álbum debut homónimo. Los hermanos Dunnigan renunciaron después de estas grabaciones, con Mike Dunnigan más tarde uniéndose a la banda de Tony Alva, Skoundrelz, para volver con Mike Ball en la guitarra y Bela Horvath en la batería. Ball permaneció en la banda durante 2 años y medio antes de unirse a Skoundrelz y fue reemplazado por Dunnigan. El guitarrista Rick Battson grabó la demo antes del primer álbum. Grant Estes lo reemplazó en la guitarra y tocó en el primer disco de Suicidal Tendencies.
El éxito que tuvo el primer disco de Suicidal Tendencies, en 1983, al convertirse en uno de los más vendidos de la escena underground del punk y el metal a comienzos de los ochenta le permitió firmar con la discográfica Frontier Records. Este álbum fue descrito por el crítico Steve Huey como "Rápido, furioso y divertido... Mike Muir demuestra ser un autor y comentarista articulado, profundizando en temas como la alienación, la depresión y la política inconformista con inteligencia y humor". En este primer álbum homónimo aparece la canción «Institutionalized», cuyo video promocional fue uno de los primeros del estilo hardcore punk en aparecer en la cadena televisiva MTV, además de incluirse el polémico tema "I shot The Devil", que originariamente se tituló "I shot Reagan", (Yo disparé a Reagan), frase que incluye la canción. Más tarde el tema "Institutionalized", apareció en la película de cine de Emilio Estévez Repo Man y recientemente en Iron Man, donde la canción suena de fondo mientras Tony Stark trabaja en su automóvil, así como en un episodio de la serie de televisión Miami Vice (en el cual el grupo hizo un cameo).
Poco después del lanzamiento de su álbum debut en 1983, Estes dejó la banda y fue reemplazado por Jon Nelson, exgerente de la banda Neighborhood Watch con sede en Venecia. Nelson tocó con Suicidal Tendencies en todos los primeros conciertos de punk de 1983 a 1984 contribuyendo con la música para futuras canciones como: "War Inside My Head", "You Got, I Want", "Human Guinea Pig", "You Are Forgiven" y "Look Up ... (The Boys Are Back)", este último terminó en el álbum recopilatorio de la banda llamado Welcome to Venice.
En 1984 fue el comienzo de la pausa de grabación de cuatro años de Suicidal Tendencies y Mike Muir y el bajista Louiche Mayorga formaron el sello Suicidal Records, así como la banda Los Cycos. Jon Nelson dejó el grupo y a Suicidal Tendencies se les prohibió tocar en espectáculos de Los Ángeles por un incidente en el Palacio Perkins (sus fanáticos arrancaron diez filas de asientos y los promotores no pudieron obtener el seguro adecuado para contratarlos). Muir también estaba a punto de intentar su nueva producción, y quería comenzar su sello discográfico. Los Cycos eran originalmente Mike Muir (voz), Bob Heathcote (bajo), Anthony Gallo (guitarra) y Amery Smith (batería). Después de algunos ensayos, Amery Smith dejó la fila para unirse a Jon Nelson para comenzar su propia banda (The Brood). Los Cycos finalmente incluyeron a Grant Estes en la guitarra principal y las elecciones originales Bob Heathcote y Amery Smith fueron reemplazadas por Louiche Mayorga (bajo) y Sal Troy (batería). Grabaron la canción "It's Not Easy" escrita por Muir. "Welcome to Venice" fue el primer disco lanzado en Suicidal Records, los discos fueron destruidos en un incendio. En 1989, Suicidal Tendencies volvió a grabar "It's Not Easy" para su lanzamiento Controlled By Hatred / Feel Like Shit ... DejaVu album. La otra canción de Los Cycos "A Little Each Day" que nunca llegó al álbum, fue regrabada para el lanzamiento de Suicidal Tendencies de 1987 Join the Army y nuevamente en Still Cyco After All These Years lanzado en 1993. En 2000 resurgió la compilación de FNG y una cuarta vez en el álbum de 2008 (dividido) Lights... Camera... Revolution!/Still Cyco After All These Years. Suicidal Tendencies tocó en la canción "Look Up... (The Boys are Back)", que fue la presentación del guitarrista Rocky George y el baterista RJ Herrera. La banda encontró un nuevo sello en Caroline Records en 1986.
La temática del grupo abordaba la incomunicación, y el conflicto generacional, el aislamiento, la confusión, la soledad; el Crítico Ira Robbins escribe sobre uno de sus temas; 
"Una de las expresiones de la era, la quinta esencia de la confusión adolescentess, convierte los malentendidos del conflicto generacional en una total ruptura de comunicaciones, conteniendo toda la filosofía Punk de películas como Repo Man y Suburbia en cuatro minutos." 
Sus dos primeros discos se mantuvieron en el hardcore punk frenético y agresivo, y fueron una referencia para el mundo del Skate -su segundo disco, "Join The Army" contenía el tema "Possesed to Skate". La estética y filosofía del grupo se asemejaba a la de las pandillas chicanas del sur de california; Bandanas, ropas deportivas, y el propio grupo, en boca de Muir, declaraba considerarse un "Gang", y sentirse próximo a la filosofía de una banda juvenil. Hubo muchos rumores de que los miembros de la banda, así como sus amigos y seguidores estaban involucrados con pandillas (especialmente Venecia 13, pandilla mexicano-estadounidense en su área), por el pañuelo azul característico de Muir y la violencia en las actuaciones de la banda como evidencia.

### Segunda época, desarrollo y apogeo (1988-1994)
Pero su tercer disco, un trabajo de corta duración casi cercano a un EP, significó un cambió; los tiempos se ralentizaron, y las guitarras se volvieron más técnicas y pesadas. El grupo entraba de lleno en el thrash metal con How Will I Laugh Tomorrow When I Can't Even Smile Today?, y la canción del mismo nombre, un tema con tiempo de balada y un fuerte cambio de tiempo a la mitad de su minutaje, se volvió un éxito y una referencia en su música. Su siguiente disco, publicado en 1989, "Controlled by Hatred/Feel Like Shit...Déjà Vu", era otro LP de corta duración que incluía un tema más a sumar a los destacados en su repertorio: "Controlled by Hatred", un perfecto ejemplo del particular estilo de Muir como vocalista, casi susurrando los versos con rabia contenida; El LP se convirtió en disco de oro.
Los dos siguientes álbumes fueron celebrados por su cada vez más amplio círculo de fanes como auténticas obras maestras; el estilo de la banda se definía y se consolidaba, en los discos Lights...Camera...Revolution! (1990) (que alcanzó el disco de oro) y The Art Of Rebellion (1992), trabajos que ahondaban en las temáticas características de Mike Muir; la soledad, la incomprensión, el aislamiento, la confusión, la fuerza interior. Temas como "Lovely", "Lost Again" "Give it Revolution", de Lights...Camera...Revolution! o "Tap into Power" de Art Of Rebellion, se convertían en clásicos dentro del repertorio del grupo, y seguían la línea thrash metal que habían iniciado hace tres álbumes. Al mismo tiempo, habían empezado los años 90, y eso significaba fusión de estilos y creatividad. Bandas diferentes y comercialmente arriesgadas estaban triunfando en todo el mundo, lo cual sin duda influyó en Suicidal Tendencies, que se convirtió en un grupo más de esa nueva escena, y en Mike Muir, que decidió montar sus grupos paralelos Infectious Grooves, en el que experimentaba con el Funk Metal y el Rock de fusión, y Cyko Myko, que mantenía una onda de Punk más puro.
En 1993, el grupo regraba con un sonido de mayor calidad su primer álbum "Suicidal Tendencies", bajo el título de Still Cyco After All These Years, y rinden un homenaje a la popular portada del disco, que les representaba colgados cabeza abajo en una estructura metálica, fotografiándose una vez más de esa manera. 1994 vería la publicación del que se pensaba sería su último disco, "Suicidal For Life", y la separación del grupo.

## Miembros

### Miembros actuales
- Mike Muir, voz (1981 - 1995) (1997 - actualidad)
- Dean Pleasants, guitarra líder (1997 - actualidad)
- Ben Weinman, guitarra rítmica (2018 - actualidad)
- Tye Trujillo, bajo (2021- actualidad)
- Jay Weinberg, batería (2024 - actualidad)

### Miembros pasados
- Greyson Nekrutman, Batería (2022-2024)
- Jeff Pogan, guitarra rítmica (2016-2018)
- Mike Clark, guitarra rítmica (1987-1995, 1997-2012)
- Eric Moore, batería (2007–2014, 2014-2016)
- Grant Estes, guitarra (en Suicidal Tendencies).
- Rocky George, guitarra líder (desde Join the Army hasta Suicidal for Life).
- Maickel Striglio, bajo.
- Louiche Mayorga, bajo (desde Suicidal Tendencies hasta Join the Army).
- Bob Heathcote, bajo (en How Will I Laugh Tomorrow If I Can't Even Smile Today?).
- Robert Trujillo, bajo (desde Controlled by Hatred hasta Prime Cuts).
- Josh Paul, bajo (desde Six the Hard Way hasta Free Your Soul and Save My Mind).
- Amery Smith, batería (en Suicidal Tendencies).
- R.J. Herrera, batería (desde Join the Army hasta la grabación de Still Cyco After All These Years).
- Jimmy DeGrasso, batería (en The Art Of Rebellion y Suicidal for Life).
- Brooks Wackerman, batería (desde Six the Hard Way hasta Free Your Soul and Save My Mind).
- Eric Moore, batería. (2008-2014)
- Tim "Rawbiz" Williams, bajo (solo en giras). (2011-2014)
- Ra Díaz, bajo (2016-2021)
- Dave Lombardo, batería (2016-2021)

## Discografía

### Álbumes
- Suicidal Tendencies - 1983
- Join The Army - 1987
- How Will I Laugh Tomorrow When I Can't Even Smile Today? - 1988
- Lights...Camera...Revolution! - 1990
- The Art Of Rebellion - 1992
- Still Cyco After All These Years - 1993
- Suicidal For Life - 1994
- Freedumb - 1999
- Free Your Soul And Save My Mind - 2000
- 13 - 2013
- World Gone Mad - 2016
- Still Cyco Punk After All These Years - 2018

### EP
- Controlled By Hatred/Feel Like Shit...Déjà Vu - 1989
- Six The Hard Way - 1996

### Otros
- 1992: F.N.G., recopilatorio.
- 1997: Prime Cuts, recopilatorio, con nuevas versiones de algunos temas y otros inéditos.
- 1997: Friends & Family, Vol. 1, recopilatorio.
- 2001: Friends & Family, Vol. 2, recopilatorio.
- 2008: Year of the Cycos, recopilatorio con temas de Suicidal Tendencies, Infectious Grooves, Cyco Miko, y No Mercy.

### En vivo
- 2010: Live at the Olympic Auditorium, primer y único álbum en vivo.

### Videografía
| Año  | Título                                            | Director               |
| ---- | ------------------------------------------------- | ---------------------- |
| 1983 | "Institutionalized"                               | Bill Fishman           |
| 1987 | "Possessed to Skate"                              | Bill Fishman           |
| 1988 | "Trip at the Brain"                               | Bill Fishman           |
| 1989 | "How Will I Laugh Tomorrow?"                      |                        |
| 1989 | "Waking the Dead"                                 |                        |
| 1990 | "War Inside My Head"                              | Paul Rachman           |
| 1990 | "You Can't Bring Me Down"                         | Simeon Soffer          |
| 1991 | "Alone"                                           |                        |
| 1991 | "Send Me Your Money"                              |                        |
| 1992 | "I Wasn't Meant to Feel This/Asleep at the Wheel" | Eric Matthews, Wing Ko |
| 1992 | "Nobody Hears"                                    | Samuel Bayer           |
| 1993 | "I'll Hate You Better"                            |                        |
| 1993 | "Institutionalized: Version 2"                    |                        |
| 1994 | "Love vs. Loneliness"                             | Sean Alatorre          |
| 1998 | "We Are Family"                                   |                        |
| 2000 | "Pop Songs"                                       | Glen Bennett           |
| 2008 | "Come Alive"                                      | Glen Bennett           |